# Грекова, Валентина Борисовна
Валенти́на Бори́совна Гре́кова (урожд. Розенфельд) (6 мая 1931, Самара — 2 апреля 2019) — советский и российский художник-реставратор. Заслуженный деятель искусств Российской Федерации (1993).

## Биография
Отец — преподаватель МГПИ, в 1938 году был арестован и расстрелян.
В 1950 году Валентина Грекова поступила в МГУ им. Ломоносова на вечернее искусствоведческое отделение исторического факультета. Будучи на третьем курсе, поступила работать в архитектурную группу Центральной Научно Реставрационной Мастерской (позднее «Союзреставрация»).
В 1955 году, будучи на последнем курсе университета, В. Б. Грекова впервые приехала в Новгород, для участия в работах по укреплению основания церкви Параскевы Пятницы на Ярославовом Дворище, работала с живописью Софийского собора.
В 1963 году специальная комиссия Министерства культуры приняла решение о начале раскопок, разборе завалов и сохранении оставшихся фресок церкви Спаса на Ковалёве. Валентина Грекова включилась в работу по этому проекту. В этом же году она познакомилась со своим будущим мужем Грековым А. П. Весной 1965 года, уже вдвоём, они снова приехали в Новгород. Работа на Церкви Спаса на Ковалёве оказалась столь интересной, что они остались там насовсем.

Супруги Грековы в мастерской по реставрации фресок церкви Спаса на Ковалёве

Работая вместе с 1965 года, супруги составили настоящий творческий и научный тандем. Их имена неразрывно фигурируют во всех последующих публикациях и отчётах. С 1966 года при участии Грековых прошло более десяти выставок, освещающих художественную уникальность фресок церкви Спаса на Ковалёве, а также работу по их спасению.
Супруги Грековы отработали и применили на практике методику спасения фресок разрушенного в результате военных действий памятника архитектуры. По этой методике сбор и сортировка раздробленных фресковых композиций производится по участкам, согласно их первоначальному расположению на стенах и сводах памятника, что позволяет примерно сгруппировать фрагменты по известным композициям и в дальнейшем методом кропотливого подбора восстанавливать росписи. Эта методика уникальна и в практическом воплощении является первым опытом в мировой реставрационной практике.
Для Новгорода семья Грековых, которая более 35 лет возглавляла работы по возрождению фресок церкви Спаса Преображения на Ковалёве, стала настоящим символом реставрации.
Скончалась 2 апреля 2019 года в Великом Новгороде. Похоронена вместе с мужем на кладбище Хутынского монастыря.

## Награды
- Государственная премия СССР.
- «Заслуженный деятель искусств России».
- 1992 год — присвоение звания «Почётный гражданин города Новгорода».